# Почесні громадяни Бердичева
Почесний громадянин Бердичева — почесне звання, яке присвоюється громадянам України або іноземним громадянам за особливі заслуги перед містом, за їх значний особистий внесок у зміцнення слави міста, участь у забезпеченні збереження здоров'я містян, видатні досягнення у науці, міському суспільно-політичному і/або культурно-соціальному житті, трудові і/або творчі звершення.
Звання «почесного громадянина» було встановлено ще у царській Росії — згідно з маніфестом царя 1832 рок. Це звання надавало істотні привілеї його носіям і поділялося на потомственне почесне громадянство і особисте. У Бердичеві, до прикладу, в 1899 році почесними громадянами були брати Іван та Митрофан Рукавишнікови — одні з власників міста (його частину вони придбали у спадкоємців княгині Чарторийської).
У сучасний період звання почесного громадянина у Бердичеві встановлено 4 січня 1969 року на честь 25-річчя звільнення міста від німецько-фашистських загарбників. Згідно з затвердженим положенням звання «Почесний громадянин міста Бердичева» присвоюється «громадянам, які внесли вагомий вклад у справу встановлення Радянської влади, будівництва соціалістичного суспільства в нашій країні, боротьби з ворогами нашої Вітчизни, відбудови зруйнованого народного господарства фашистсько-німецькими загарбниками в роки Великої Вітчизняної війни 1941-1945 рр.».
У теперішній час (2025) у Бердичеві налічується 75 Почесних громадян міста (з 2021 року – “Почесний громадянин Бердичівської міської територіальної громади”).

## Список Почесних громадян
| №:  | П. І. Б.                            | Рік присвоєння звання |
| 1.  | Волкович Тимофій Іванович           | 1969                  |
| 2.  | Орєхов Петро Іванович               | 1969                  |
| 3.  | Петровський Георгій Семенович       | 1969                  |
| 4.  | Ляшенко Петро Іванович              | 1969                  |
| 5.  | Ривж Всеволод Єзупович              | 1977                  |
| 6.  | Алін Василь Іванович                | 1984                  |
| 7.  | Гусаковський Йосип Іраклійович      | 1984                  |
| 8.  | Шабельник Олексій Андрійович        | 1986                  |
| 9.  | Лонський Віталій Олексійович        | 1987                  |
| 10. | Огнев'юк Олексій Антонович          | 1993                  |
| 11. | Томашевський Віктор Іванович        | 1993                  |
| 12. | Удовидченко Віктор Іванович         | 1993                  |
| 13. | Айвазов Григорій Калустович         | 1994                  |
| 14. | Личов Данило Іванович               | 1995                  |
| 15. | Хмельницький Михайло Васильович     | 1998                  |
| 16. | Демиденко Валер'ян Никодимович      | 1998                  |
| 17. | Шмонін Іван Омелянович              | 1998                  |
| 18. | Павленко Іван Васильович            | 1998                  |
| 19. | Ананьєв Павло Архипович             | 1998                  |
| 20. | Бреславець Григорій Іванович        | 1998                  |
| 21. | Грінблат Абрам Львович              | 1998                  |
| 22. | Євсеєва Клавдія Іванівна            | 1998                  |
| 23. | Калинський Микола Іванович          | 1998                  |
| 24. | Лівінський Стефан Йосипович         | 1998                  |
| 25. | Скрипкін Василь Іванович            | 1998                  |
| 26. | Соловйова Ніна Яківна               | 1998                  |
| 27. | Волощук Володимир Олександрович     | 1999                  |
| 28. | Степовий Іван Якович                | 1999                  |
| 29. | Жуков Георгій Миколайович           | 2000                  |
| 30. | Коваленко Веніамін Дмитрович        | 2000                  |
| 31. | Свентіховський Михайло Іванович     | 2000                  |
| 32. | Фенін Микита Васильович             | 2000                  |
| 33. | Коляда Степан Юхимович              | 2000                  |
| 34. | Ковалко Михайло Петрович            | 2000                  |
| 35. | Ліпецький Леон Романович            | 2001                  |
| 36. | Євстифейкін Костянтин Павлович      | 2001                  |
| 37. | Комісаров Костянтин Олексійович     | 2001                  |
| 38. | Мончинська Марія Едуардівна         | 2002                  |
| 39. | Хилюк Олексій Олексійович           | 2002                  |
| 40. | Бражник Іван Юхимович               | 2002                  |
| 41. | Припутницький Василь Іванович       | 2004                  |
| 42. | Горбаченко Людмила Ільківна         | 2004                  |
| 43. | Гопта Анатолій Михайлович           | 2005                  |
| 44. | Коржук Микола Михайлович            | 2005                  |
| 45. | Юр'єв Михайло Павлович              | 2005                  |
| 46. | Яцюк Микола Софронович              | 2005                  |
| 47. | Лаврентьєв Іван Дементійович        | 2005                  |
| 48. | Крімаренко Юрій Олександрович       | 2006                  |
| 49. | Ткачук Антон Савович                | 2007                  |
| 50. | Мазур Василь Костянтинович          | 2007                  |
| 51. | Соболь Поліна Іванівна              | 2008                  |
| 52. | Лінчик Григорій Антонович           | 2008                  |
| 53. | Борисюк Микола Кіндратович          | 2009                  |
| 54. | Говенко Ярослав Володимирович       | 2009                  |
| 55. | Ольшевський Володимир Станіславович | 2010                  |
| 56. | Сухоставський Павло Антонович       | 2010                  |
| 57. | Железняк Сергій Сергійович          | 2011                  |
| 58. | Євтєєв Юрій Олексійович             | 2011                  |
| 59. | Копитко Леонід Степанович           | 2012                  |
| 60. | Привалов Іван Терентійович          | 2019                  |
| 61. | Абрамов Роман Вікторович            | 2021                  |
| 62. | Атішев Радислав Олександрович       | 2021                  |
| 63. | Венгер Олександр Анатолійович       | 2021                  |
| 64. | Вітківський Валерій Леонідович      | 2021                  |
| 65. | Гадіуллін Сергій Федорович          | 2021                  |
| 66. | Дульчик Віталій Георгійович         | 2021                  |
| 67  | Ковтун Сергій Леонтійович           | 2021                  |
| 68. | Панасюк Юрій Володимирович          | 2021                  |
| 69  | Питель Олександр Володимирович      | 2021                  |
| 70  | Реготун Олег Петрович               | 2021                  |
| 71  | Сідлецький Сергій Юрійович          | 2021                  |
| 72. | Старіков Євген Андрійович           | 2021                  |
| 73. | Якимчук Владислав Сергійович        | 2021                  |
| 74. | Коляда Олесь Володимирович          | 2024                  |
| 75. | Ліпецький Володимир Леонович        | 2025                  |

## Джерело та посилання
- Почесні громадяни Бердичева і Бердичівського району на Вебресурс «Мій Бердичів»
- Положення про звання «Почесний громадянин міста Бердичева». Рішення № 465 від 24.04.2008 р. Бердичівської міської ради «Про затвердження Положення про звання „Почесний громадянин міста Бердичева“»., Вебресурс «Мій Бердичів»